# Chironomus curabilis
Chironomus curabilis är en tvåvingeart som beskrevs av Beljanina, Sigareva och Loginova 1990. Chironomus curabilis ingår i släktet Chironomus och familjen fjädermyggor. Inga underarter finns listade i Catalogue of Life.